# Phyllanthus petraeus
Phyllanthus petraeus är en emblikaväxtart som beskrevs av Auguste Jean Baptiste Chevalier och Lucien Beille. Phyllanthus petraeus ingår i släktet Phyllanthus och familjen emblikaväxter. Inga underarter finns listade i Catalogue of Life.